# Liste der Biografien/Jur
Liste der Biografien |
Portal Biografien |
Personensuche
# |
A |
B |
C |
D |
E |
F |
G |
H |
I |
J |
K |
L |
M |
N |
O |
P |
Q |
R |
S |
T |
U |
V |
W |
X |
Y |
Z |
?
 
Ja |
Jb |
Jd |
Je |
Jh |
Ji |
Jj |
Jl |
Jn |
Jm |
Jo |
Jp |
Jr |
Js |
Jt |
Ju |
Jv |
Jw |
Jy
 
Jua |
Jub |
Juc |
Jud |
Jue |
Juf |
Jug |
Juh |
Jui |
Juj |
Juk |
Jul |
Jum |
Jun |
Juo |
Jup |
Jur |
Jus |
Jut |
Juu |
Juv |
Juw |
Jux |
Juy |
Juz
Die Liste der Biografien führt alle Personen auf, die in der deutschsprachigen Wikipedia einen Artikel haben. Dieses ist eine Teilliste mit 468 Einträgen von Personen, deren Namen mit den Buchstaben „Jur“ beginnt.

## Jur
- Jur, Jeff (* 1955), US-amerikanischer Kameramann

### Jura
- Jura, Hans (1921–1996), österreichischer Kameramann
- Jura, Horst (1937–2000), deutscher Fußballspieler
- Jura, Johanna (1923–1994), deutsche Bildhauerin
- Jurack, Grit (* 1977), deutsche Handballspielerin und -trainerinGrit Jurack (* 1977)

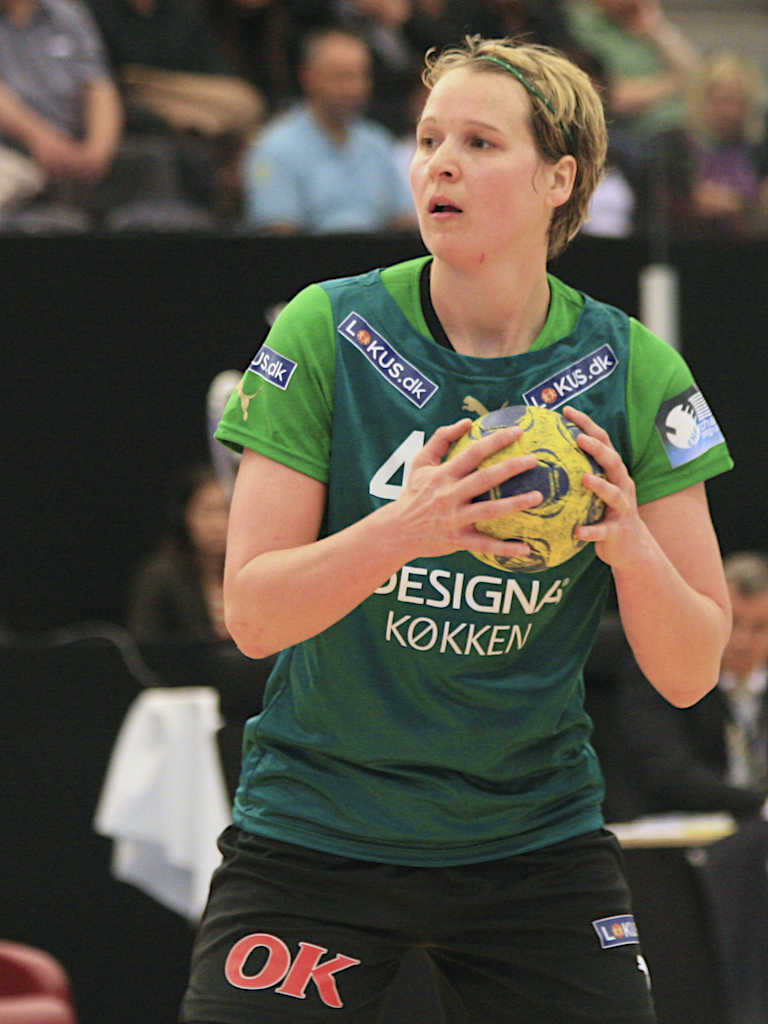
Grit Jurack (* 1977)

- Jurack, Julia (* 1985), deutsche Handballspielerin
- Jurack, Michael (* 1979), deutscher Judoka
- Juracka, Emil (1912–1944), österreichischer Feldhandballspieler
- Juračka, Zdeněk (1947–2017), tschechischer Gitarrist
- Juracy, Luis, brasilianischer Fußballspieler
- Juraczka, Manfred (* 1969), österreichischer Politiker (ÖVP)
- Jurado García, Sandro (* 1992), deutscher Futsal- und Fußballspieler spanischer Abstammung
- Jurado Mosquera, Jorge Enrique (* 1953), ecuadorianischer Politiker und Diplomat
- Jurado, Carlos (1927–2019), mexikanischer Künstler
- Jurado, Crystal, Maskenbildnerin und Friseurin
- Jurado, Damien (* 1972), US-amerikanischer Musiker
- Jurado, José Manuel (* 1986), spanischer FußballspielerJosé Manuel Jurado (* 1986)

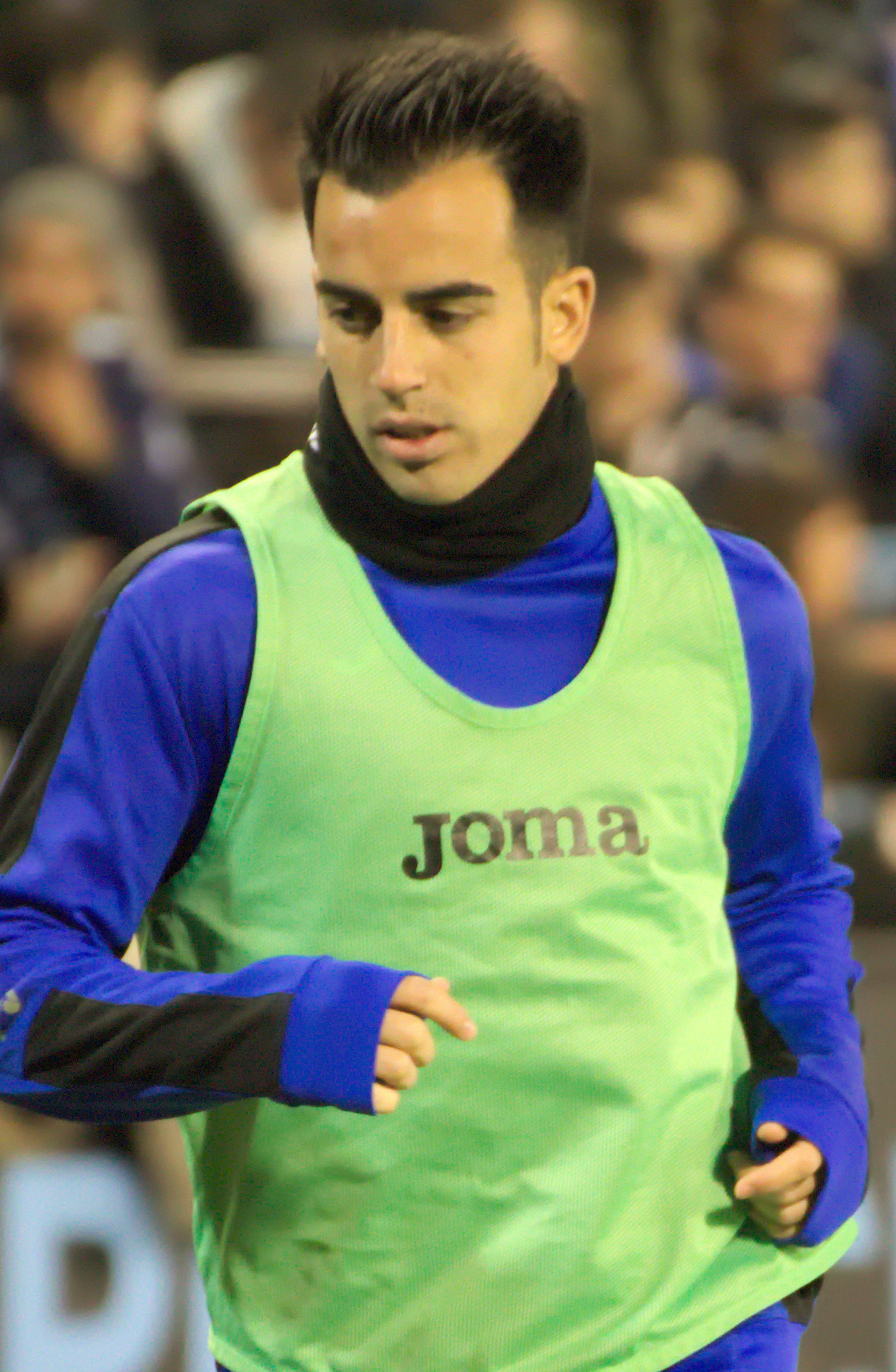
José Manuel Jurado (* 1986)

- Jurado, Juan de Dios (* 1981), spanischer Mittelstreckenläufer
- Jurado, Katy (1924–2002), mexikanische Schauspielerin
- Jurado, Megan (* 1991), philippinisch-US-amerikanische Fußballspielerin
- Jurado, Rocío (1943–2006), spanische Sängerin und Schauspielerin
- Juraga, Boris, US-amerikanischer Artdirector und Szenenbildner
- Juraga, Nina (* 1975), deutsche Schauspielerin
- Jurajewa, Jelena (1977–2013), kasachische Jazzpianistin
- Jurak Schreiber, Darija (* 1984), kroatische Tennisspielerin
- Jurakowa, Anna Andrejewna (* 1992), russische Eisschnellläuferin
- Juran, Artjom Sergejewitsch (* 1997), russischer Fußballspieler
- Juran, Joseph M. (1904–2008), rumänisch-amerikanischer Wirtschaftsingenieur
- Juran, Nathan (1907–2002), US-amerikanischer Szenenbildner und Filmregisseur österreichischer Herkunft
- Juran, Sergei Nikolajewitsch (* 1969), russischer Fußballspieler
- Jurandir (1940–1996), brasilianischer Fußballspieler
- Juranek, Christian (* 1964), deutscher Kunstwissenschaftler und Museumsleiter
- Juranović, Josip (* 1995), kroatischer Fußballspieler
- Jurascheck, Toni (* 1986), deutscher Fußballspieler
- Juraschek, Franz (1895–1959), österreichischer Kunsthistoriker und Landeskonservator
- Juraschek, Franz von (1849–1910), österreichischer Statistiker und Hochschullehrer
- Jurásek, David (* 2000), tschechischer Fußballspieler
- Jurasek, Hubert (1920–2011), österreichischer Widerstandskämpfer und Jurist
- Jurásek, Matěj (* 2003), tschechischer Fußballspieler
- Jurasevich, Dave (* 1950), US-amerikanischer Amateurastronom
- Juraševskis, Pēteris (1872–1945), lettischer Politiker, Mitglied der Saeima und Ministerpräsident
- Jurašić, Jagoda (* 1960), kroatische Fußballspielerin
- Jurasik, Mariusz (* 1976), polnischer Handballspieler und -trainer
- Jurasik, Peter (* 1950), US-amerikanischer SchauspielerPeter Jurasik (* 1950)

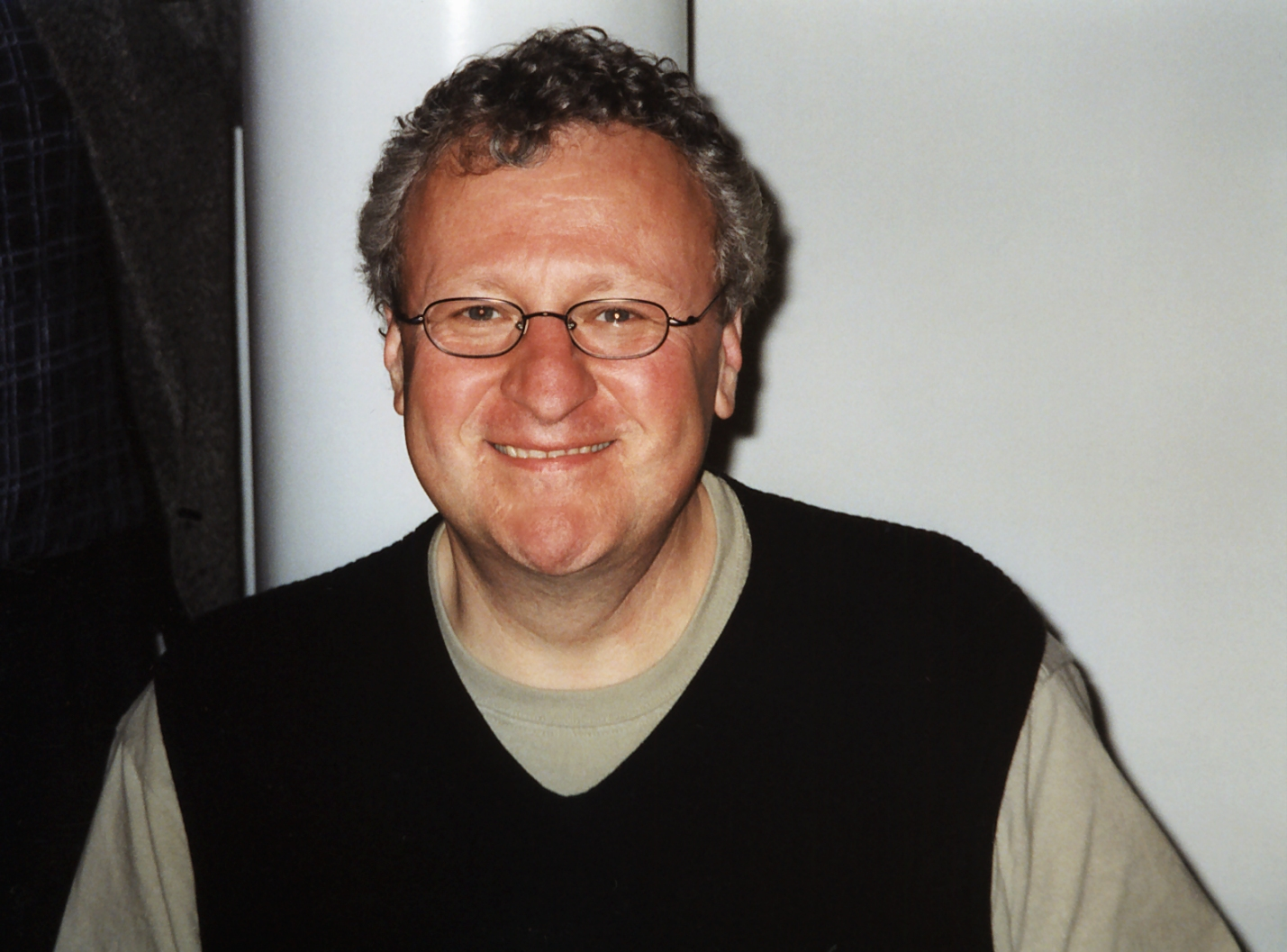
Peter Jurasik (* 1950)

- Jurasky, Karl Alfons (1903–1945), österreichischer Geologe
- Jurassica, Jessica (* 1993), Schweizer Künstlerin, Buchautorin und Bloggerin
- Jurassow, Dmitri (* 1990), russischer Pokerspieler
- Jurassowa, Wera Jewgenjewna (1928–2023), sowjetisch-russische Physikerin und Hochschullehrerin
- Jurasz, Antoni (1882–1961), polnischer Chirurg und Hochschullehrer
- Jurasz, Antoni Stanisław (1847–1923), polnischer HNO-Arzt und Hochschullehrer
- Juratoni, Bogdan (* 1990), rumänischer Boxer
- Juratovic, Josip (* 1959), deutscher Politiker (SPD), MdBJosip Juratovic (* 1959)

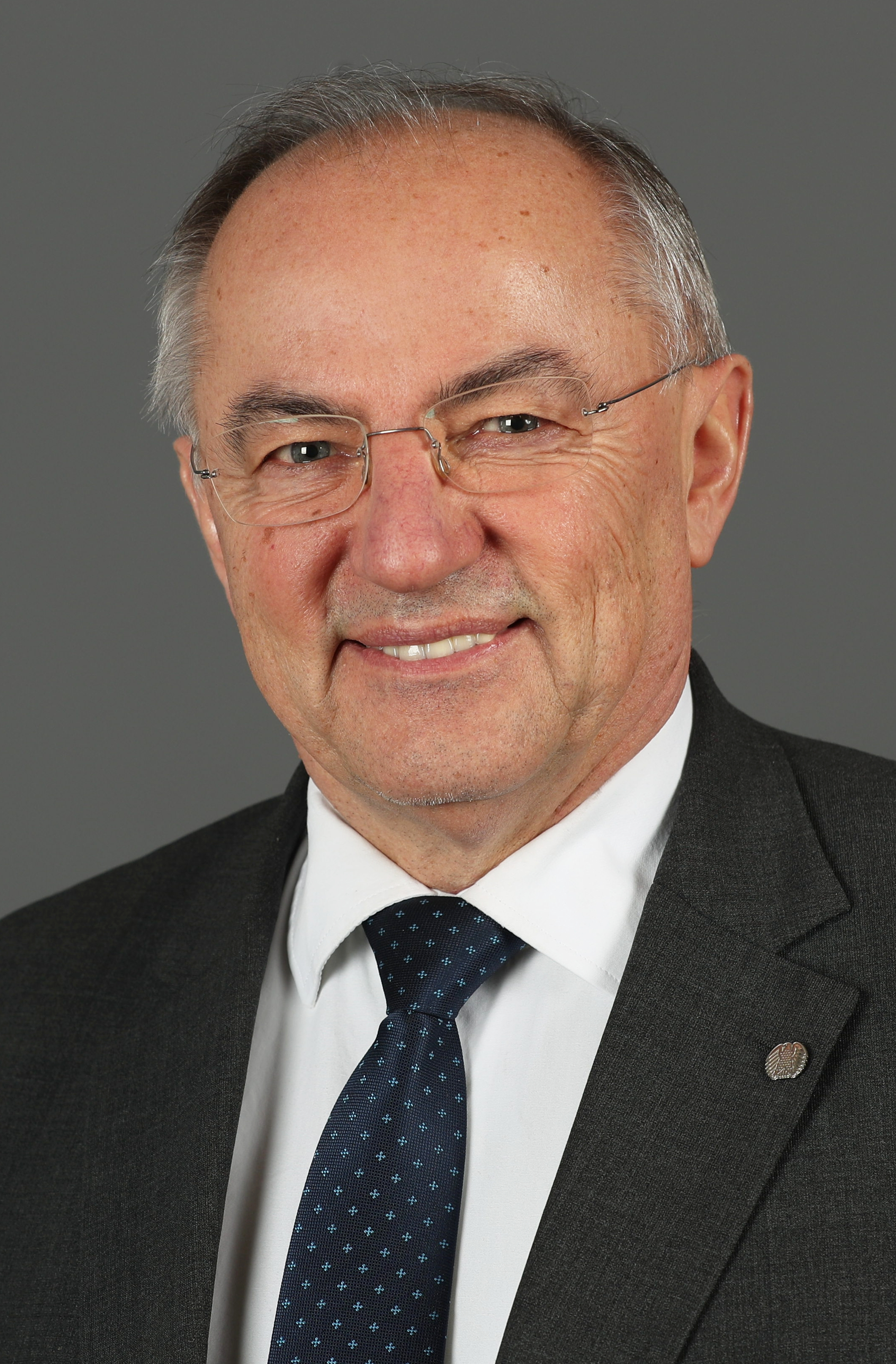
Josip Juratovic (* 1959)

- Juratzka, Jakob (1821–1878), österreichischer Botaniker
- Juravel, Oxana (* 1986), moldauische Hindernisläuferin
- Juravlyeva, Anastasiya (* 1981), usbekische Leichtathletin
- Juravschi, Nicolae (* 1964), sowjetisch-moldauischer Kanute und moldauischer Politiker

### Jurb
- Jurberg, Gisela (1875–1942), österreichische Theaterschauspielerin

### Jurc
- Jurca, Andreas (* 1987), deutscher Politiker (AfD), MdL
- Jurcă, Rareș (* 1983), rumänischer Handballspieler
- Jurcă, Toma (1928–2013), rumänischer Fußballspieler und -trainer
- Jurčec, Jan (* 2000), kroatischer Fußballspieler
- Jurčec, Jurica (* 2002), kroatischer Fußballspieler
- Jurčec, Renato (* 1966), jugoslawischer bzw. kroatischer Fußballspieler
- Jurčević, Damir (* 1978), kroatischer Skilangläufer
- Jurcevic, Ivan (* 1971), deutscher Kickboxer, Schauspieler und Türsteher kroatischer AbstammungIvan Jurcevic (* 1971)

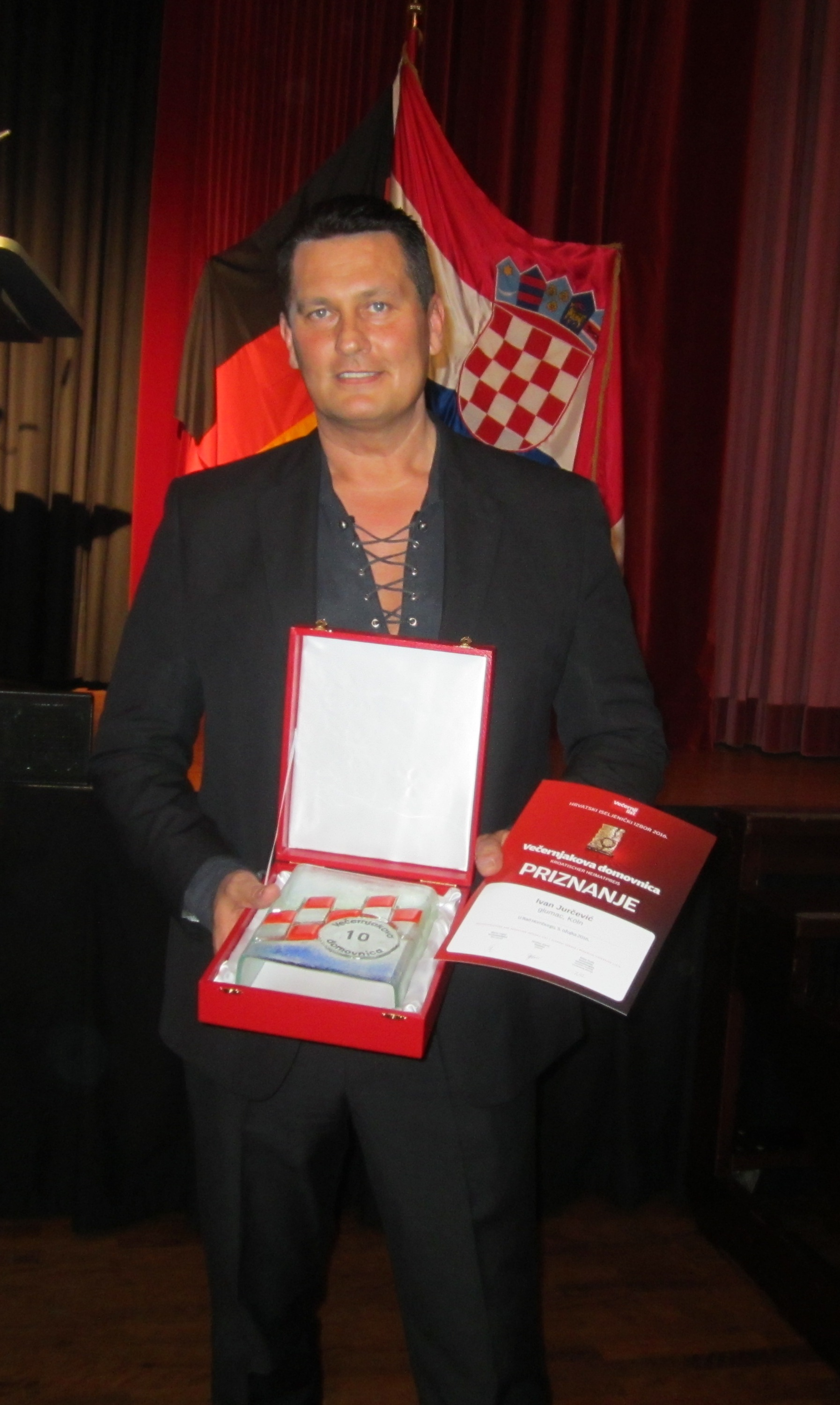
Ivan Jurcevic (* 1971)

- Jurčević, Josip (* 1951), kroatischer Historiker und Politiker
- Jurcevic, Kristina (* 1989), deutsche Schauspielerin
- Jurčević, Nikola (* 1966), kroatischer Fußballspieler und -trainer
- Jurcher, Gillian (* 1997), deutscher Fußballspieler
- Jurčić, Andrea (* 1972), kroatische Badmintonspielerin
- Jurčič, Josip (1844–1881), slowenischer Schriftsteller und Journalist
- Jurčić, Krunoslav (* 1969), kroatischer Fußballspieler und -trainer
- Jurčić, Lara (* 2006), kroatische Sprinterin
- Jurčić, Silvio (* 1971), kroatischer Badmintonspieler
- Jurčík, Marián (* 1987), slowakischer Schachspieler
- Jurčina, Milan (* 1983), slowakischer Eishockeyspieler
- Jurčo, Matej (* 1984), slowakischer Radrennfahrer
- Jurčo, Milan (* 1957), tschechoslowakischer Radrennfahrer
- Jurčo, Tomáš (* 1992), slowakischer Eishockeyspieler
- Jurcsák, Tibor (1926–1992), rumänischer Paläontologe und Naturforscher
- Jurczak, Radosław (* 1995), polnischer Dichter
- Jurczek, Peter (1949–2010), deutscher Geograph und Hochschullehrer
- Jurczok 1001 (* 1974), schweizerisch-deutscher Lyriker und Musiker
- Jurczok, Victoria (* 1990), deutsche Regattaseglerin
- Jurczyk, Karin (* 1952), deutsche Familienforscherin
- Jurczyk, Marc (* 1996), deutscher Radsportler
- Jurczyk, Marian (1935–2014), polnischer Gewerkschafter, Stadtpräsident von Stettin
- Jurczyk, Marius (* 1985), deutscher Fußballspieler
- Jurczyk, Steve (1962–2023), US-amerikanischer Ingenieur

### Jurd
- Jurd, Laura (* 1990), britische Jazzmusikerin (Trompete, Synthesizer, Komposition)
- Jurdeczka, Uwe (* 1964), deutscher Ingenieur und WissenschaftlerUwe Jurdeczka (* 1964)

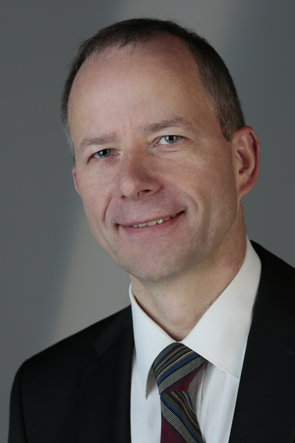
Uwe Jurdeczka (* 1964)

- Jurdík, Milan (* 1991), tschechischer Fußballspieler
- Jurdžs, Aivis (* 1983), lettischer Handballspieler

### Jure
- Jure, Luis (* 1960), uruguayischer Komponist und Musikpädagoge
- Jurečka, Marian (* 1981), tschechischer Politiker
- Jurečka, Václav (* 1994), tschechischer Fußballspieler
- Jurecka, Walter (1915–1994), österreichischer Bauingenieur
- Jurecki, Bartosz (* 1979), polnischer Handballspieler und -trainer
- Jurecki, Michał (* 1984), polnischer Handballspieler
- Jureit, Ulrike (* 1964), deutsche Neuzeithistorikerin
- Jurek, Agnieszka (1971–2024), polnisch-deutsche Filmemacherin
- Jurek, Heinz (1929–2019), deutscher Fußballspieler
- Jurek, Marek (* 1960), polnischer Politiker
- Jurek, Thom (* 1958), amerikanischer Musikjournalist, Publizist und Lyriker
- Jurek, Wilhelm August (1870–1934), österreichischer Kapellmeister und Komponist
- Jurema, Abelardo († 1999), brasilianischer Politiker, Bundesminister, Abgeordneter und Bundessenator
- Jurema, Aderbal (1912–1986), brasilianischer Politiker, Abgeordneter und Bundessenator
- Jureňa, Miroslav (* 1954), slowakischer Politiker
- Jurenas, Eric (* 1989), US-amerikanischer Opernsänger (Countertenor)
- Jurendić, Marinko (* 1977), Schweizer Fußballspieler, -trainer und Funktionär
- Jurenew, Konstantin Konstantinowitsch (1888–1938), sowjetischer Botschafter
- Jurenitsch, Johann (1947–2017), österreichischer pharmazeutischer Biologe
- Jurenka, Hugo (1858–1920), österreichischer Klassischer Philologe
- Jüres, Ernst August (1920–2012), deutscher Soziologe
- Juretschke, Hans (1909–2004), deutscher Romanist, Hispanist, Germanist und Historiker, der in Spanien wirkte
- Juretschke, Paul (1869–1946), Landwirtschaftsrats und Abgeordneter
- Juretzek, Georg (1905–1977), deutscher Metallurg und Hochschullehrer
- Juretzek, Tina (* 1952), deutsche Malerin
- Juretzka, Jörg (* 1955), deutscher Schriftsteller und Drehbuchautor
- Juretzka, Maxim (* 1980), deutscher Filmproduzent
- Juretzki, Annette (* 1984), deutsche Schriftstellerin
- Juretzko, Adam (* 1971), deutscher Ringer
- Juretzko, Eugeniusz (1939–2018), polnischer Ordensgeistlicher, römisch-katholischer Bischof von Yokadouma
- Juretzko, Norbert (* 1953), deutscher Buchautor
- Juretzko, Peter (* 1953), deutscher Fußballspieler
- Jurevičius, Algirdas (* 1972), litauischer Geistlicher und römisch-katholischer Bischof von Telšiai
- Jurewitsch, Irina Alexandrowna (* 1955), sowjetische bzw. russische Schauspielerin
- Jurewitsch, Wladimir Nikolajewitsch (1869–1907), russischer Schachspieler und Journalist

### Jurg
- Jurg, Eline (* 1973), niederländische Bobfahrerin
- Jurga, Felix, deutscher Fußballspieler
- Jurgalski, Eberhard (* 1952), deutscher Berg-Chronist und Buchautor
- Jurganow, Igor Sergejewitsch (* 1993), russischer Fußballspieler
- Jurgeleit, Andreas (* 1960), deutscher Jurist, Richter am BundesgerichtshofAndreas Jurgeleit (* 1960)

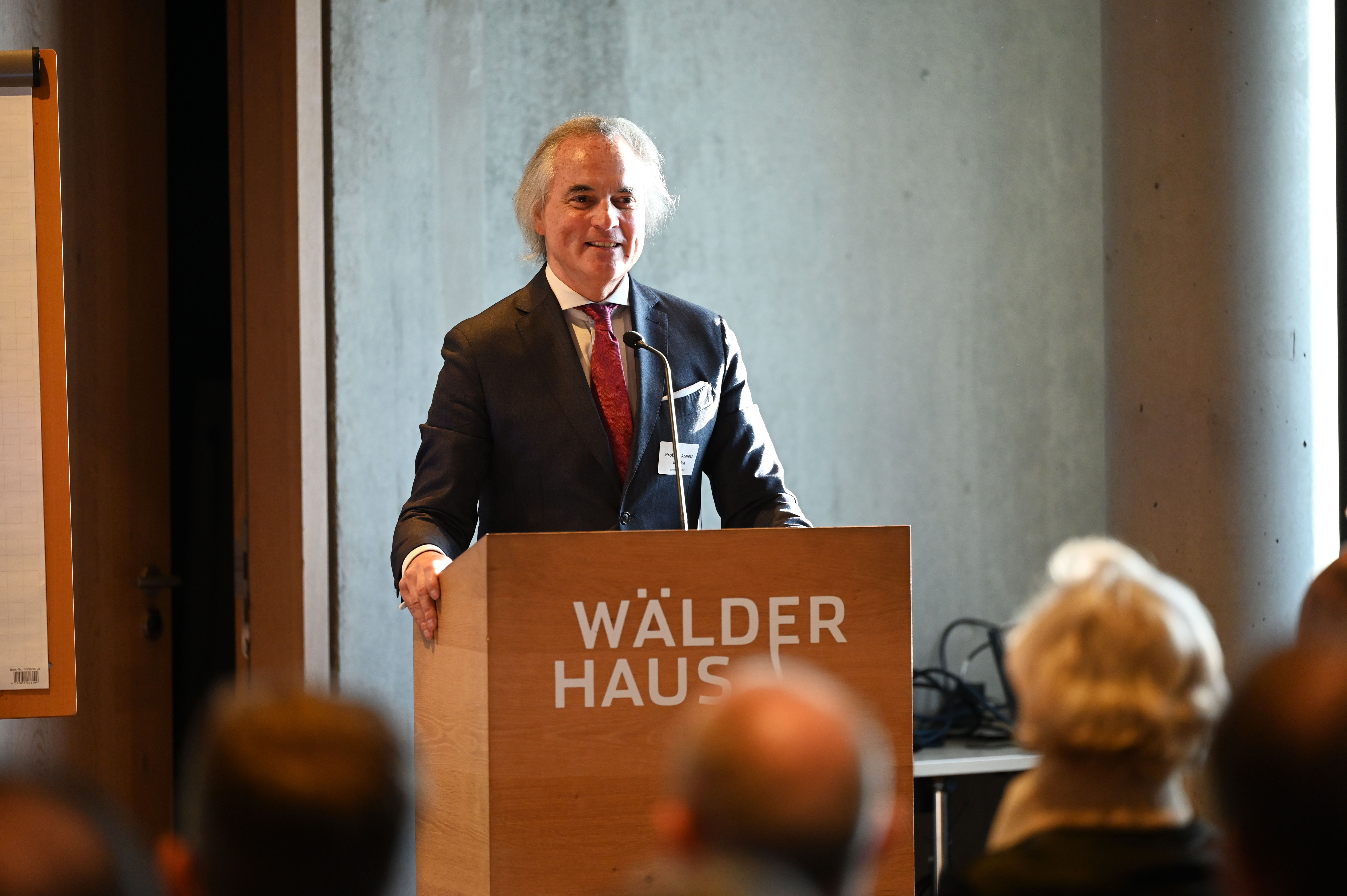
Andreas Jurgeleit (* 1960)

- Jurgeleit, Daniel (* 1963), deutscher Fußballspieler
- Jurgeleit, Tim-Philip (* 1989), deutscher Handballspieler
- Jurgelis, Jurgis (* 1942), litauischer Politiker, Mitglied des Seimas
- Jürgen († 1558), Wanderprophet
- Jürgen, Alex (* 1976), österreichischer diversgeschlechtlicher Intersex-Aktivist
- Jürgen, Michael (* 1973), deutscher Fußballspieler
- Jürgen, Wolfgang (* 1949), deutscher Regisseur, Produzent, Schauspieler, Hörspiel- und Synchronsprecher
- Jürgen-Fischer, Klaus (1930–2017), deutscher Maler
- Jürgens, André (* 1977), deutscher Basketballfunktionär und -schiedsrichter
- Jürgens, Andrea (1967–2017), deutsche Schlagersängerin
- Jürgens, Andreas (* 1956), deutscher Politiker (Bündnis 90/Die Grünen), MdL
- Jürgens, Annemarie (1910–1988), argentinisch-deutsche Schauspielerin und Sopranistin
- Jürgens, Anton (1823–1883), Königlich Hannoverscher Dekorationsmaler, Hof-Wappenmaler und Briefmarkenkünstler
- Jurgens, Arvīds (1905–1955), lettischer Fußballnationalspieler
- Jurgens, Cam (* 1999), US-amerikanischer American-Football-Spieler
- Jürgens, Carl Heinrich (1801–1860), deutscher lutherischer Theologe, Redakteur, Publizist und Politiker
- Jürgens, Christian (* 1951), deutscher Chirurg, Unfallchirurg und Hochschullehrer
- Jürgens, Christian (* 1968), deutscher Koch
- Jürgens, Christian Simon (1875–1959), deutscher Kapitän und Kap Hoornier
- Jürgens, Cornelia (* 1955), deutsche Politikerin (GAL, Bündnis 90/Die Grünen), MdB
- Jürgens, Curd (1915–1982), deutsch-österreichischer Bühnen- und Film-SchauspielerCurd Jürgens (1915–1982)

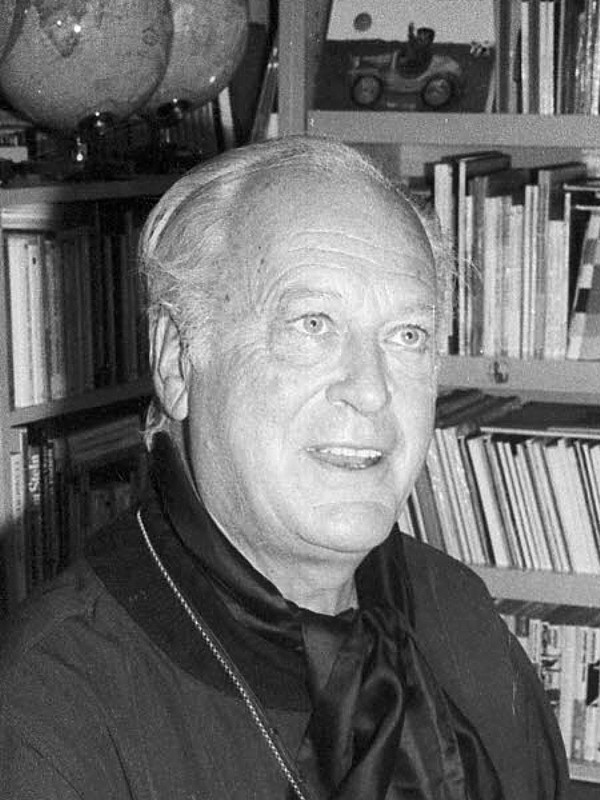
Curd Jürgens (1915–1982)

- Jurgens, Dan (* 1959), US-amerikanischer Comicautor und -zeichner
- Jürgens, David, deutscher Sänger, Songwriter, Musikproduzent und Filmkomponist
- Jürgens, Delia (* 1986), deutsche Malerin und Installationskünstlerin
- Jurgens, Dick (1910–1995), US-amerikanischer Jazz-Bandleader des Swing
- Jürgens, Edward (1824–1863), Warschauer Kaufmann, Januar-Aufständischer
- Jürgens, Eiko (* 1949), deutscher Schulpädagoge
- Jürgens, Elmar (* 1954), deutscher Fußballspieler
- Jürgens, Erwin (1895–1974), deutscher Politiker (DP, CDU), MdL
- Jürgens, Franz (1895–1945), deutscher Täter des Holocaust und Widerstandskämpfer
- Jürgens, Franz-Heinrich (1924–1989), deutscher Politiker (SPD), MdL
- Jürgens, Friedrich (1825–1903), deutscher Gärtner und Bankdirektor
- Jürgens, Georg Heinrich Bernhard (1771–1846), deutscher Algenforscher und Rechtsanwalt
- Jürgens, Gerd (* 1949), deutscher Entwicklungsbiologe
- Jürgens, Gerda-Maria (1917–1998), deutsche VolksschauspielerinGerda-Maria Jürgens (1917–1998)

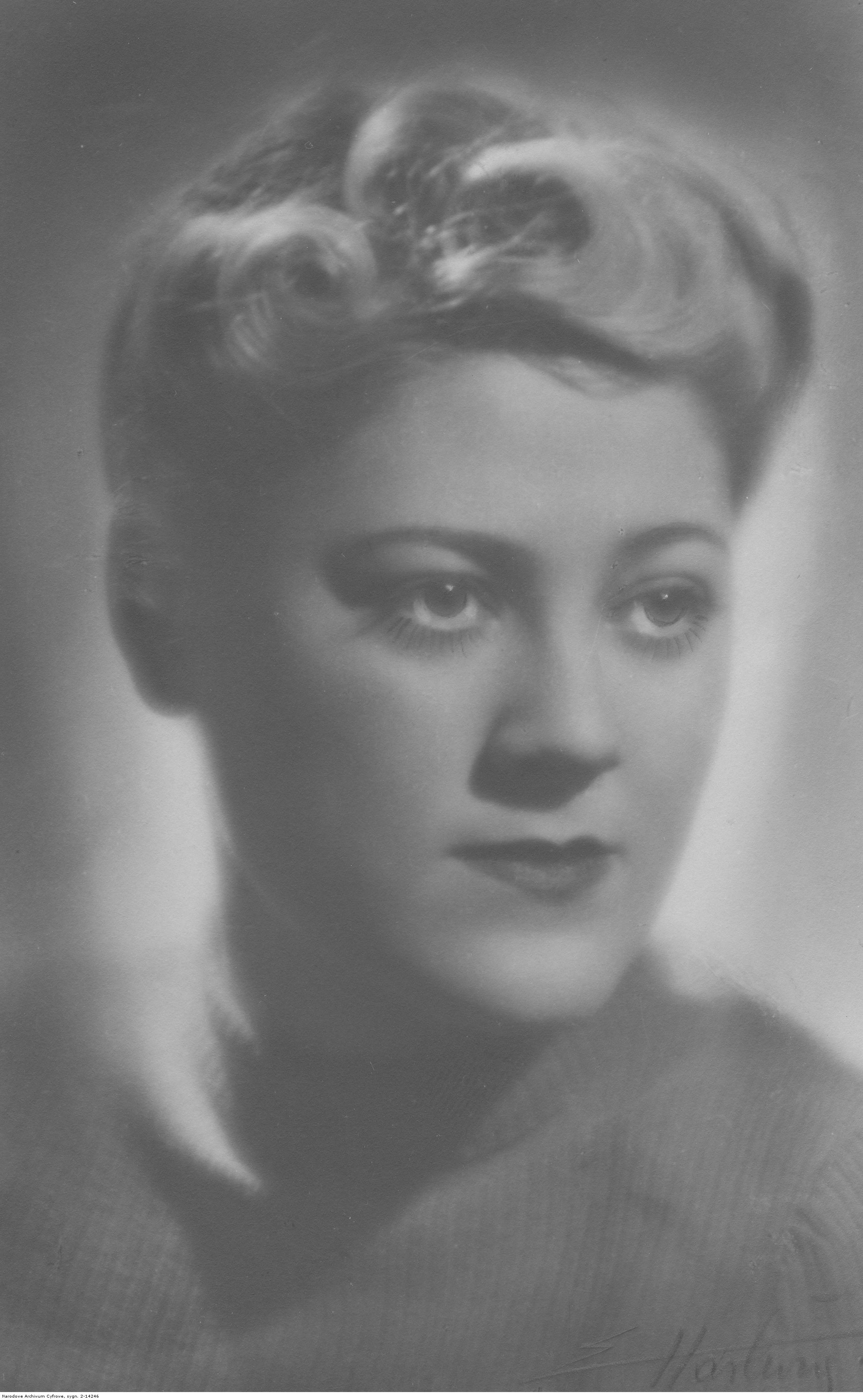
Gerda-Maria Jürgens (1917–1998)

- Jürgens, Gertrud, deutsche Schachspielerin
- Jürgens, Grethe (1899–1981), deutsche Malerin
- Jürgens, Günter (* 1928), deutscher Verwaltungsjurist
- Jürgens, Hanna (* 1976), deutsche Schauspielerin
- Jürgens, Hans Peter (1924–2018), deutscher Kapitän, Marinemaler und Autor
- Jürgens, Hans Wilhelm (* 1932), deutscher Anthropologe
- Jürgens, Hans-Joachim (* 1972), deutscher Fachdidaktiker
- Jürgens, Heinrich (1924–2006), deutscher Politiker (FDP), MdL, MdEP
- Jürgens, Helmut (1902–1963), deutscher Bühnenbildner und Kostümbildner
- Jürgens, Heribert (* 1949), deutscher Kinderarzt und Onkologe
- Jurgens, Herman (1884–1964), niederländischer Fußballspieler
- Jürgens, Hermann (1847–1916), deutscher Ordensgeistlicher, Erzbischof von Bombay
- Jürgens, Hildegard (* 1953), deutsche Politikerin (SPD), MdB
- Jürgens, Jenny (* 1967), deutsche Schauspielerin österreichischer Herkunft
- Jürgens, Jesper (* 1987), deutscher Comiczeichner und Popsänger
- Jürgens, Johann (* 1985), deutscher Schauspieler und MusikerJohann Jürgens (* 1985)

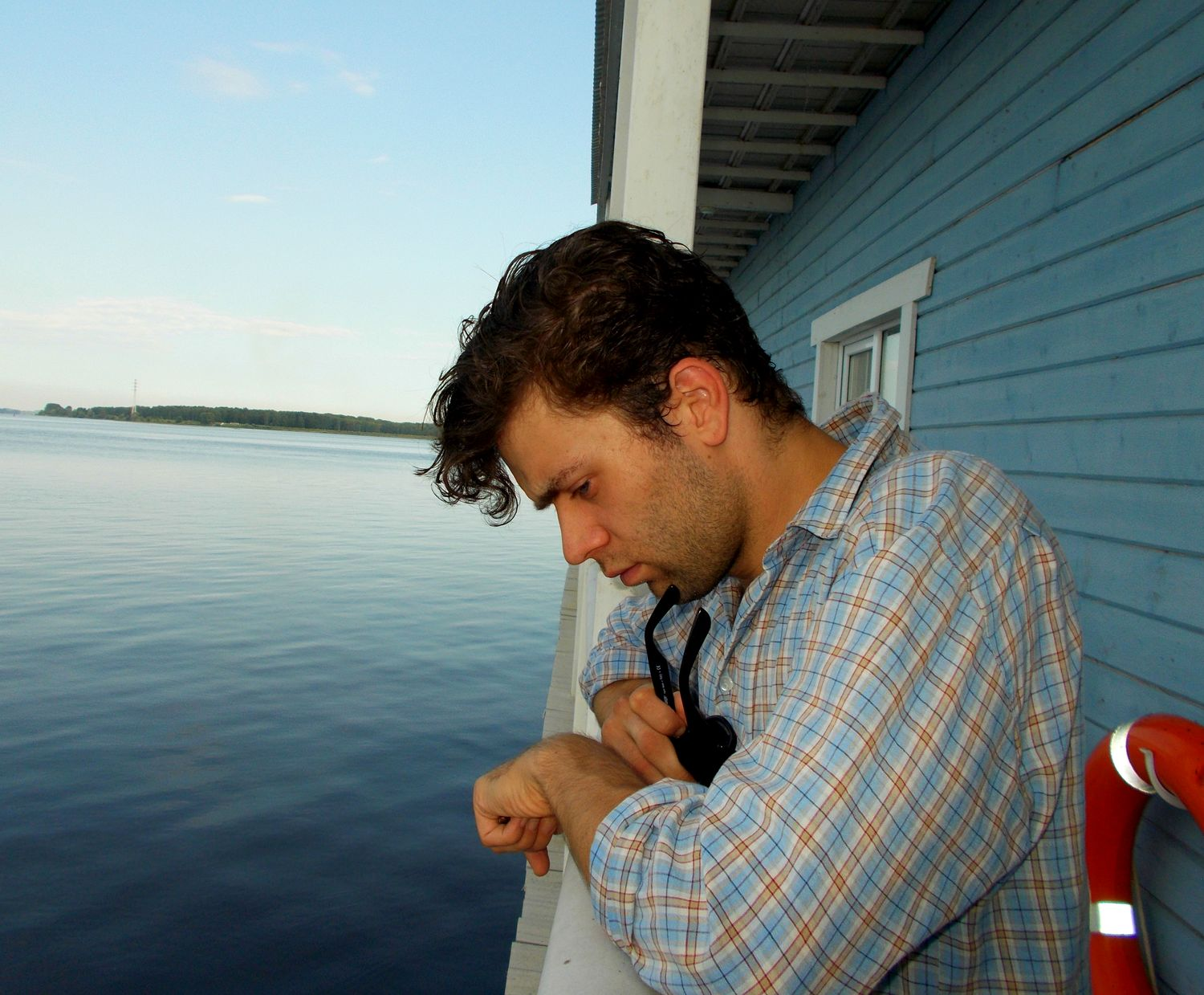
Johann Jürgens (* 1985)

- Jürgens, Johann Wilhelm (1845–1906), deutscher Landschaftsmaler und Radierer
- Jürgens, John (* 1964), deutscher Schauspieler und DJ
- Jürgens, Jürgen (1925–1994), deutscher Chorleiter und Dirigent
- Jürgens, Jürgen (1952–2018), deutscher Radiomoderator
- Jürgens, Kai U. (* 1966), deutscher Publizist
- Jürgens, Kerstin (* 1970), deutsche Soziologin
- Jürgens, Klaus-Peter (1933–2006), deutscher Politiker (CDU) und Landrat des Hochtaunuskreises
- Jürgens, Liis (* 1983), estnische Komponistin
- Jürgens, Ludwig (1893–1966), deutscher Schriftsteller
- Jürgens, Malte (* 1954), deutscher Motorjournalist
- Jürgens, Manfred W. (* 1956), deutscher Maler und Fotograf
- Jürgens, Martin (* 1944), deutscher Schriftsteller
- Jürgens, Michael (* 1967), deutscher Musikmanager
- Jürgens, Norbert (* 1953), deutscher Biologe, Ökologe und Hochschullehrer
- Jürgens, Otto (1862–1929), deutscher Archivar, Autor, und Bibliothekar, u. a. Leiter des Stadtarchivs Hannover
- Jürgens, Otto (1895–1979), deutscher lutherischer Theologe
- Jürgens, Peer (* 1980), deutscher Politiker (Die Linke), MdL Brandenburg
- Jürgens, Peter, deutscher DJ und Musikproduzent
- Jürgens, Robert (1885–1962), deutscher Unternehmer
- Jürgens, Rudolf (1898–1961), deutscher Hämatologe
- Jürgens, Rudolf (1900–1937), deutscher Mathematiker, Physiker und Hochschullehrer
- Jürgens, Rudolph (1850–1930), deutscher Gartenbauingenieur, Landschaftsgärtner
- Jürgens, Sonja (* 1978), deutsche Politikerin (SPD), Bürgermeisterin von Gronau (Westf.)
- Jürgens, Stefan (* 1963), deutscher Schauspieler und MusikerStefan Jürgens (* 1963)

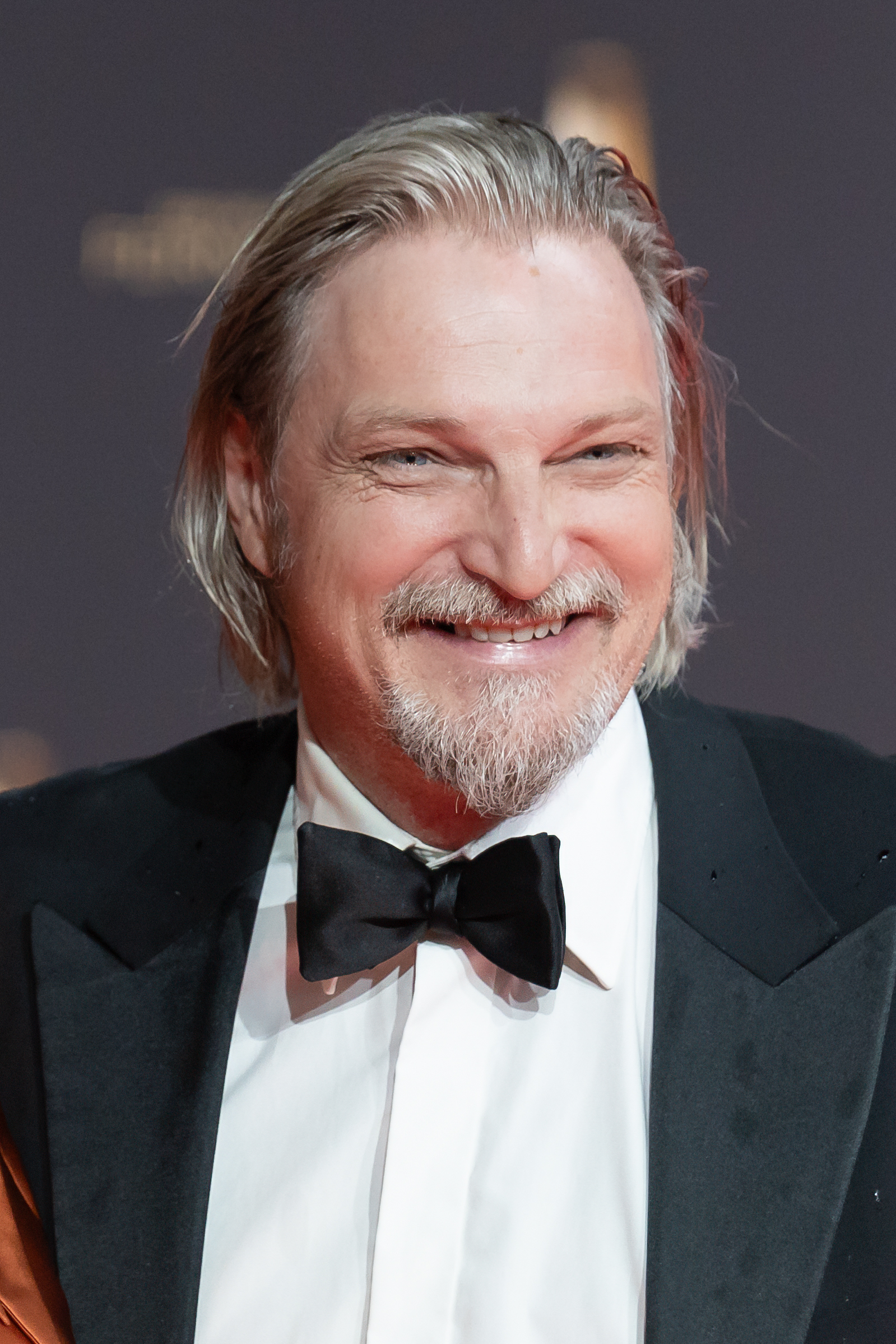
Stefan Jürgens (* 1963)

- Jürgens, Stefan (* 1968), römisch-katholischer Priester, Theologe und Autor
- Jürgens, Steffen (* 1967), deutscher Schauspieler, Regisseur und Drehbuchautor
- Jürgens, Steffen (* 1968), deutscher Schlagersänger
- Jürgens, Udo (1934–2014), österreichischer SängerUdo Jürgens (1934–2014)

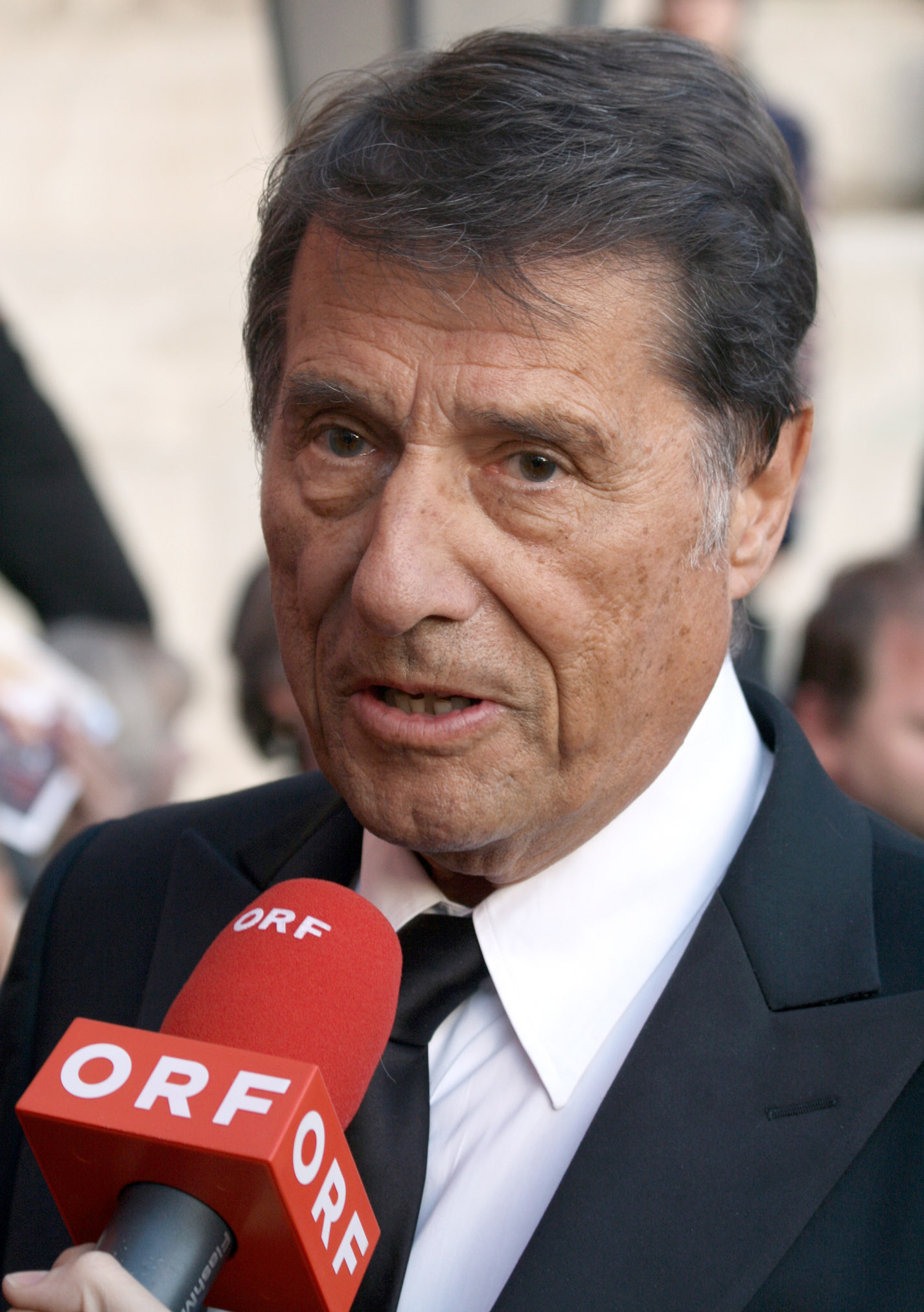
Udo Jürgens (1934–2014)

- Jürgens, Ulrich (* 1962), deutscher Geograph und Hochschullehrer
- Jürgens, Vera (* 1969), deutsch-bulgarische Schachgroßmeisterin und Buchautorin
- Jürgens, Volker (1936–2013), deutscher lutherischer Theologe, Landessuperintendent der Evangelisch-Lutherischen Landeskirche Hannovers
- Jurgens, Wouter (* 1971), niederländischer Diplomat
- Jürgens-Pieper, Renate (* 1951), deutsche Politikerin (SPD)
- Jürgensen, Adolf (1850–1925), deutscher Theaterschauspieler
- Jurgensen, Andy, Filmeditor
- Jürgensen, Bettina (* 1954), deutsche DKP-Vorsitzende
- Jürgensen, Christian (1838–1909), deutscher Richter und Politiker
- Jürgensen, Christian (* 1985), deutscher Fußballspieler
- Jürgensen, Christoph (* 1972), deutscher Literaturwissenschaftler
- Jürgensen, Cilli (1866–1940), deutsche Theaterschauspielerin und Sängerin (Mezzosopran)
- Jürgensen, Claus (1803–1851), deutscher Lehrer und Schulgründer
- Jürgensen, Edwin (1898–1947), deutscher Schauspieler
- Jürgensen, Eva (* 1936), deutsche Religionspädagogin und Pastorin der nordelbisch-lutherischen Kirche
- Jürgensen, Hans-Christian, deutscher Autorennfahrer
- Jürgensen, Harald (1924–2008), deutscher Nationalökonom und Hochschullehrer
- Jürgensen, Heinrich (1871–1953), deutscher Architekt
- Jürgensen, Heinrich (* 1899), deutscher Ingenieur und NSKK-Gruppenführer
- Jürgensen, Hinrich (* 1959), dänischer Landwirt und Hauptvorsitzender der deutschen Minderheit in Dänemark
- Jürgensen, Janne (* 1981), deutscher Filmemacher
- Jürgensen, Johann Christian (1744–1823), deutscher Weißbäcker, Instrumentenbauer und Chronist
- Jürgensen, Jørgen (1780–1841), dänischer Abenteurer
- Jürgensen, Jules Frederik (1808–1877), dänisch-schweizerischer Uhrmacher
- Jürgensen, Julius (1896–1957), deutscher Politiker (KPD), MdL
- Jürgensen, Jürgen (1745–1811), dänischer Uhrmacher
- Jürgensen, Jürgen (1883–1950), deutscher Gewerkschafter und Politiker (USPD, SPD), MdL
- Jürgensen, Jürgen (* 1933), deutscher Politiker (SPD), MdL
- Jürgensen, Kurt (1929–1999), deutscher Historiker und Geschichtsdidaktiker
- Jürgensen, Lasse (* 1998), dänisch-deutscher Fußballspieler
- Jurgensen, Manfred (* 1940), deutsch-australischer Literaturwissenschaftler, Germanist und Schriftsteller
- Jürgensen, Nadine (* 1982), Schweizer Unternehmerin, Journalistin und Juristin
- Jürgensen, Nicola (* 1975), deutsche Klarinettistin
- Jürgensen, Nikolaus (1906–1971), deutscher Politiker (SPD), MdB
- Jürgensen, Peter (1873–1954), deutscher Architekt
- Jürgensen, Reinhold (1898–1934), deutscher Arbeiter (Elektriker) und Politiker (KPD), MdR
- Jürgensen, Rune (* 1984), deutscher Schauspieler
- Jurgensen, Sonny (* 1934), US-amerikanischer American-Football-Spieler
- Jürgensen, Stella, deutsche Fernsehmoderatorin, Sängerin und Sprecherin
- Jürgensen, Theodor von (1840–1907), deutscher Mediziner
- Jürgensen, Urban (1776–1830), dänischer Uhrmacher
- Jürgensen, Uwe-Jens (1941–2024), deutscher Internist in Ost-Berlin und Mühldorf am Inn
- Jurgensen, Walter H. (1894–1973), US-amerikanischer Politiker
- Jürgensen, Wilhelm (1902–1972), deutscher Politiker (SHB), MdL
- Jürgensmeier, Friedhelm (* 1936), deutscher katholischer Kirchenhistoriker
- Jurgensmeyer, Jet (* 2004), US-amerikanischer Schauspieler (Kinderdarsteller) und Synchronsprecher
- Jurgenson, Albert (1929–2002), französischer Filmeditor
- Jürgenson, Alfei (1904–1947), estnischer Fußballspieler
- Jürgenson, Dietrich Heinrich (1804–1841), deutsch-baltischer Philologe
- Jürgenson, Friedrich (1903–1987), estnischer Kunstmaler, Opernsänger und Dokumentarfilmer dänisch-schwedischer Abstammung
- Jürgenson, Markus (* 1987), estnischer Fußballspieler
- Jürgenson, Peter (1836–1904), russischer Musikverleger
- Jürgenson, Sven (* 1962), estnischer Diplomat
- Jürgenson, Toivo (* 1957), estnischer Politiker
- Jürgenssen, Birgit (1949–2003), österreichische Fotografin und Zeichnerin
- Jürgenstein, Anton (1861–1933), estnischer Journalist und Literaturkritiker
- Jürges, Fritz (1883–1968), deutscher Verwaltungsbeamter, Bürgermeister der Stadt Springe
- Jürges, Jürgen (* 1940), deutscher Kameramann
- Jürges, Paul (1864–1927), deutscher Klassischer Philologe und Bibliothekar
- Jürges, Rudi (1893–1958), deutscher Maler und Hotelier
- Jürges, Willy (1868–1920), deutscher Unternehmer
- Jürgewitz, Thomas (* 1959), deutscher Politiker (AfD)
- Jurgiel, Krzysztof (* 1953), polnischer Politiker, Mitglied des Sejm
- Jurgielewiczowa, Irena (1903–2003), polnische Dramatikerin, Prosaschriftstellerin und Drehbuchautorin
- Jürging, Karl Heinz (1935–2008), deutscher Politiker (SPD), MdL
- Jurģis, Oto (1904–1973), lettischer Speerwerfer
- Jürgmeier (* 1951), Schweizer Publizist und Schriftsteller
- Jurgons, Gert (1930–2006), deutscher Theaterregisseur
- Jürgs, Britta (* 1965), deutsche Verlegerin, Herausgeberin und Redakteurin
- Jürgs, Michael (1945–2019), deutscher Journalist und BuchautorMichael Jürgs (1945–2019)

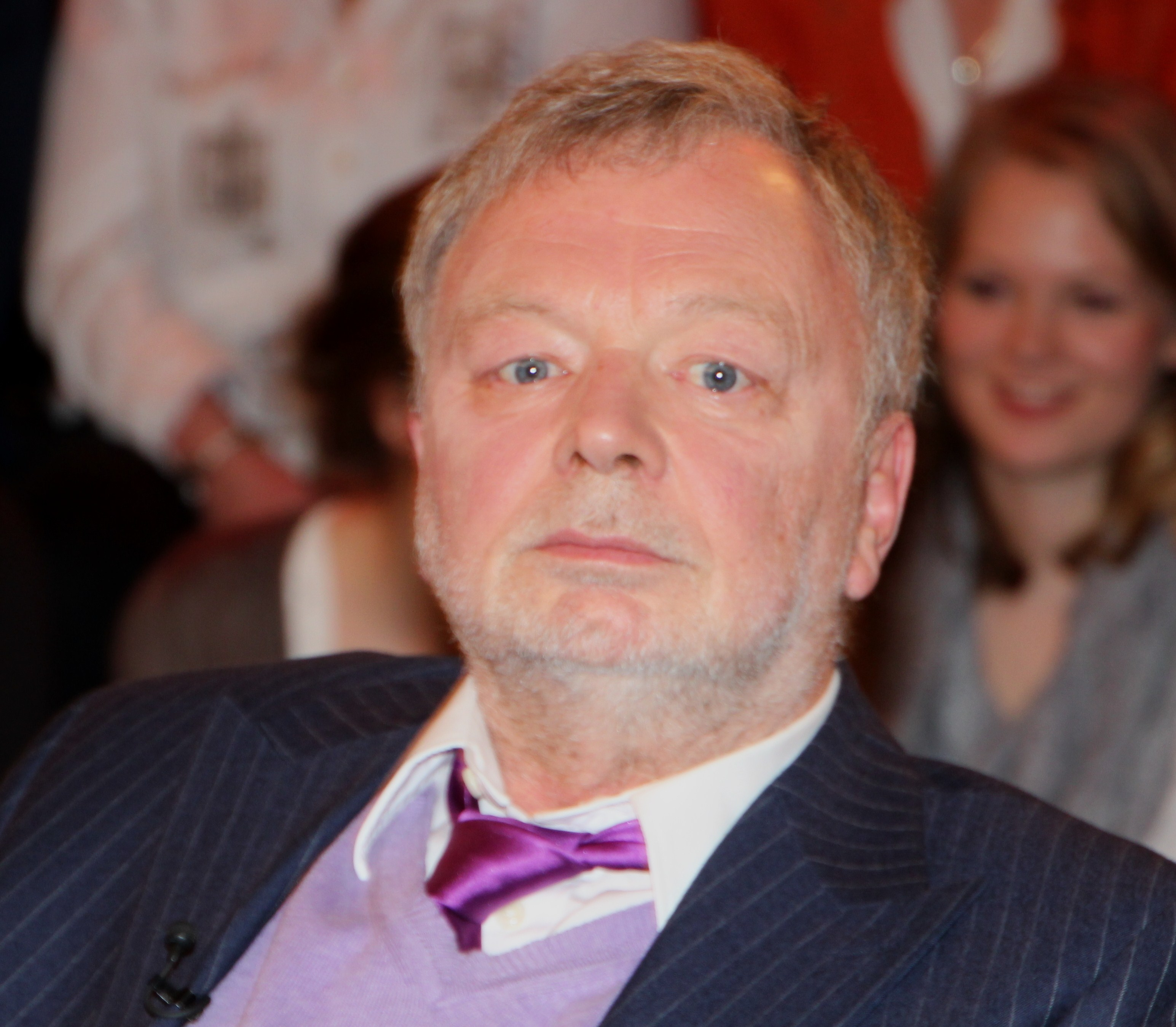
Michael Jürgs (1945–2019)

- Jurgutis, Mantas (* 1987), litauischer liberaler Politiker und Vizebürgermeister der Stadtgemeinde Kaunas
- Jurgutis, Vincas (* 1986), litauischer Politiker, Vizeminister und stellvertretender Wirtschaftsminister
- Jurgutis, Vladas (1885–1966), litauischer katholischer Geistlicher und Politiker
- Jurgutytė, Živilė (* 1987), litauische Handballspielerin

### Jurh
- Jurhar, Pia (* 1995), österreichische Basketballspielerin

### Juri
- Juri, deutschsprachiger Rapper russischer Herkunft
- Juri I. von Galizien († 1308), Fürst von Bels (1269–1301), Fürst von Halitsch-Wladimir (1301–1308) und König der Rus (1305–1308)
- Juri II. (1188–1238), Großfürst von Wladimir
- Juri, Aurelio (* 1949), slowenischer Politiker, MdEP
- Juri, Carla (* 1985), Schweizer SchauspielerinCarla Juri (* 1985)

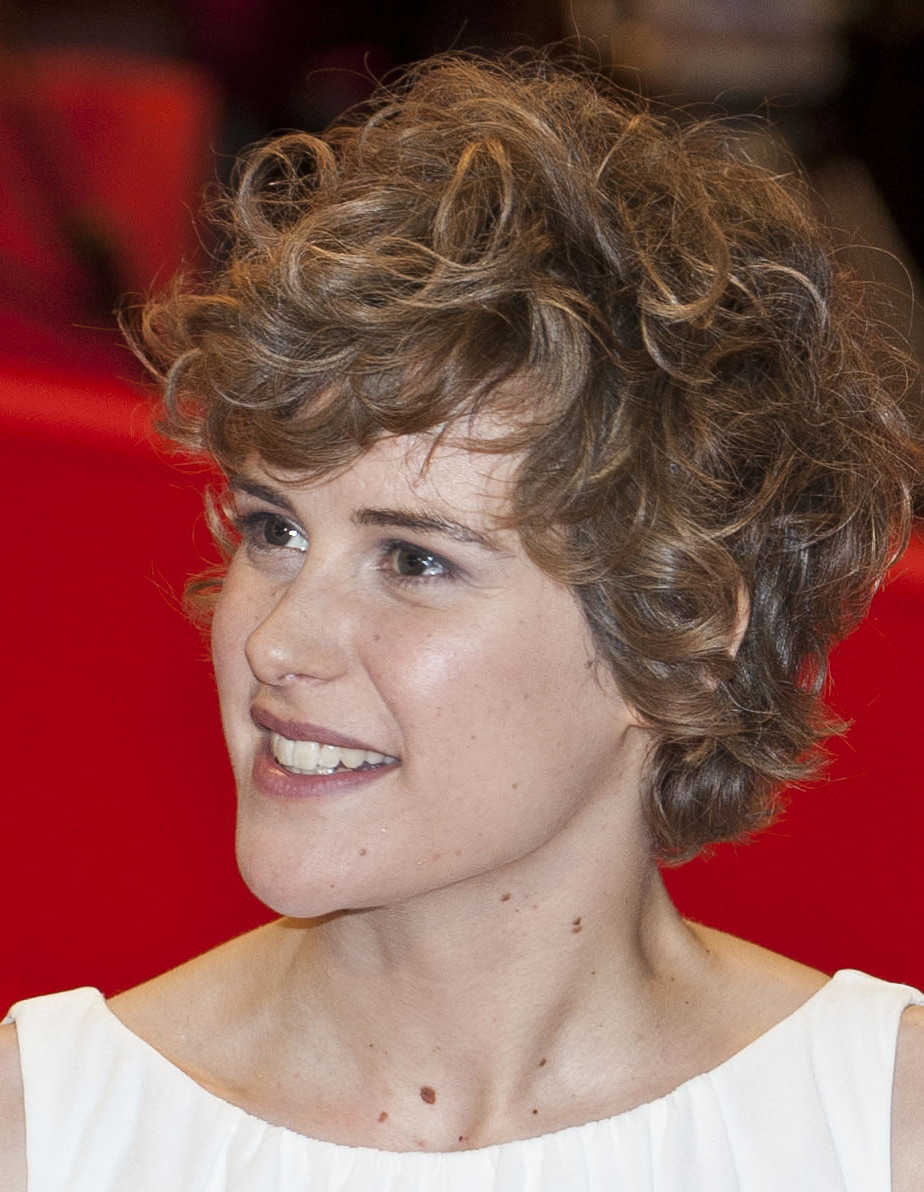
Carla Juri (* 1985)

- Juriatti, Rainer (* 1964), österreichischer Schriftsteller und Drehbuchautor
- Jurić Zagorka, Marija (1873–1957), jugoslawische Schriftstellerin und Journalistin
- Jurić, Ante (1922–2012), kroatischer Geistlicher, römisch-katholischer Erzbischof von Split-Makarska
- Juric, Antonio (* 1997), österreichischer Handballspieler
- Juric, Frank (* 1973), australischer Fußballtorwart
- Jurić, Goran (* 1963), jugoslawischer bzw. kroatischer Fußballspieler
- Jurić, Ivan (* 1975), kroatischer Fußballspieler
- Jurić, Maja (* 1989), kroatische Schauspielerin
- Jurić, Mario (* 1979), kroatischer Astronom
- Jurič, Noka (* 2001), slowenische Tennisspielerin
- Jurić, Olivera (* 1984), bosnische Gewichtheberin
- Juric, Patrik (* 1993), österreichischer Handballspieler
- Jurić, Petar (* 1961), serbisch-deutscher Basketballtrainer
- Juric, Peter (* 1958), österreichischer Skilangläufer
- Jurić, Tatjana (* 1982), kroatische Moderatorin und Model
- Juric, Tomi (* 1991), australisch-kroatischer Fußballspieler
- Jurić, Tomislav (* 1990), kroatischer Fußballspieler
- Jurić-Grgić, Josip (* 1995), kroatischer Handballspieler
- Juříček, David (* 1974), tschechischer Handballnationalspieler
- Juříček, Tomáš (* 1974), tschechischer Kameramann
- Juričev, Dionizije (1915–1943), römisch-katholischer Militärgeistlicher und Ustascha-Funktionär
- Jurich, Hella (* 1980), deutsche Beachvolleyballspielerin
- Jurich, Walter (1902–1960), deutscher Kommunist, antifaschistischer Widerstandskämpfer und Polizeipräsident von Leipzig
- Jurich, Werner (* 1928), deutscher Politiker (SED), Staatssekretär der DDR
- Jurichs, Claus (1935–2005), deutscher Schauspieler und Synchronsprecher
- Juřícký, Rudolf (* 1971), tschechischer Radrennfahrer
- Juricová, Jana (* 1987), slowakische Tennisspielerin
- Jurien de La Gravière, Edmond (1812–1892), französischer Admiral
- Jurien de La Gravière, Pierre Roch (1772–1849), französischer Vizeadmiral und Politiker
- Jüriens, Joachim (* 1958), deutscher Fußballtorhüter
- Jurietti, Franck (* 1975), französischer Fußballspieler
- Jurieu, Pierre (1637–1713), französischer reformierter Theologe
- Jurik, Josefine († 1895), österreichische Zitherspielerin, Komponistin und Schriftstellerin
- Jurik, Nancy, US-amerikanische Soziologin und Hochschullehrerin
- Juríková, Lenka (* 1990), slowakische Tennisspielerin
- Jürima, August (1887–1942), estnischer Politiker und Agronom der Zwischenkriegszeit
- Jürimäe, Küllike (* 1962), estnische Juristin
- Jurina, Pavle (1955–2011), jugoslawischer Handballspieler und Handballtrainer
- Jurinac, Sena (1921–2011), jugoslawisch-österreichische Opernsängerin (Mezzosopran/Sopran)Sena Jurinac (1921–2011)

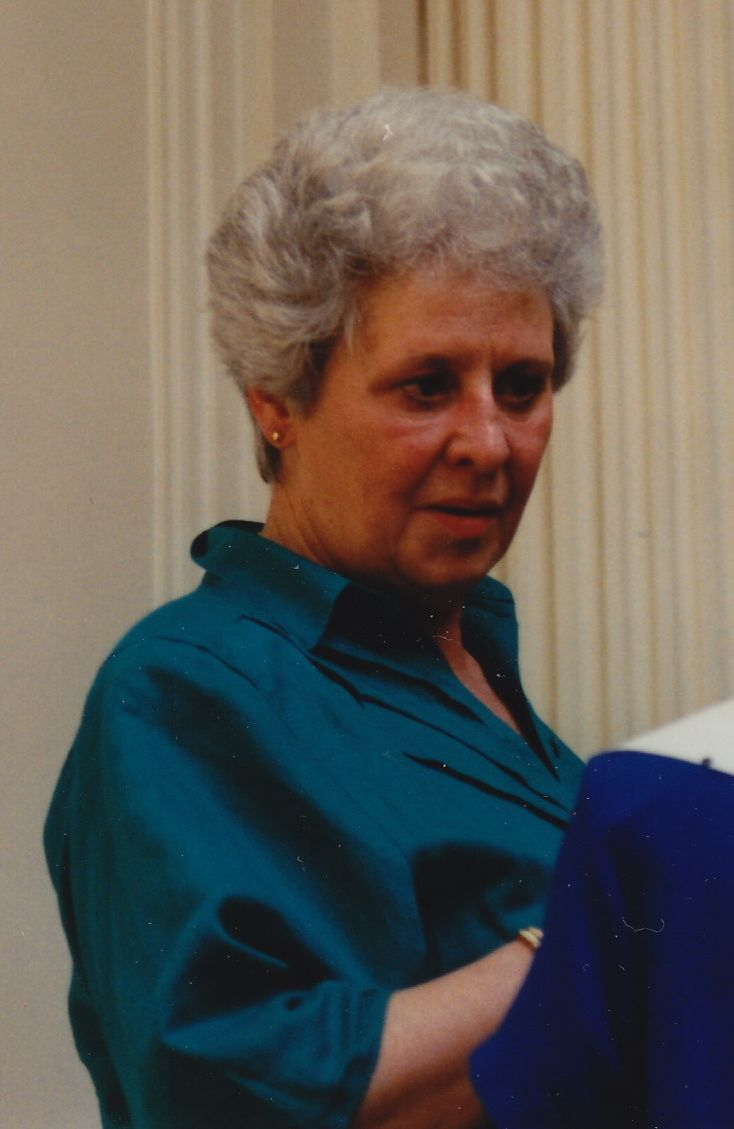
Sena Jurinac (1921–2011)

- Jurine, Louis (1751–1819), Schweizer Arzt und Naturforscher
- Jurinez, Wladimir Alexandrowitsch (1891–1937), sowjetischer Philosoph
- Jurinić, Aljoša (* 1989), kroatischer klassischer Pianist
- Jurinová, Erika (* 1971), slowakische Politikerin (OĽaNO)
- Jüris, Jaan (* 1977), estnischer Skispringer und Skisprungtrainer
- Juris, Vic (1953–2019), US-amerikanischer Jazzgitarrist
- Juriša, Lara (* 1997), kroatische Stabhochspringerin
- Jürisalu, Heino (1930–1991), estnischer Komponist und Musikpädagoge
- Jurisch, Ann-Veruschka (* 1972), deutsche Politikerin (FDP), MdB
- Jurisch, Walter (1931–2010), deutscher jüngster Verurteilter in den Waldheim-Prozessen
- Jurisevic, Edvin (* 1975), US-amerikanischer Fußballschiedsrichter
- Jurišić, Nikola (1490–1545), kroatisch-ungarischer Feldherr und Verteidiger von Kőszeg
- Jurisic, Olivera (* 1989), dänische Handballspielerin
- Jurišić, Roko (* 2001), kroatischer Fußballspieler
- Jürissaar, Ottniell (1924–2014), estnischer Dichter und Musiker
- Jürissen, Willy (1912–1990), deutscher Fußballspieler
- Jürisson, Helvi (1928–2023), estnische Dichterin und Übersetzerin
- Jurištová, Julie (* 1955), tschechische Schauspielerin
- Juritko, Oskar (1889–1967), deutscher Politiker (SPD), Mitglied der Stadtverordnetenversammlung von Groß-Berlin
- Juritsch, Martin (1928–1999), deutscher katholischer Theologe
- Juritz, Hanne F. (* 1942), deutsche Schriftstellerin und Künstlerin
- Juritz, Sascha (1939–2003), deutscher Maler und Grafiker

### Jurj
- Jurjenen, Sergei Sergejewitsch (* 1948), Romanautor, Übersetzer, Journalist und Verleger
- Jurjević, Franjo (1932–2022), jugoslawischer Turner
- Jurjevs, Aleksejs (1909–1985), lettischer Radrennfahrer
- Jurjew, Boris Nikolajewitsch (1889–1957), sowjetischer Hubschrauberkonstrukteur und -pionier
- Jurjew, Michail Sinowjewitsch (1959–2019), russischer Unternehmer, Politiker und Autor der Neuen Rechten
- Jurjew, Oleg Alexandrowitsch (1959–2018), russischer Lyriker, Romancier, Dramatiker, Essayist und ÜbersetzerOleg Alexandrowitsch Jurjew (1959–2018)

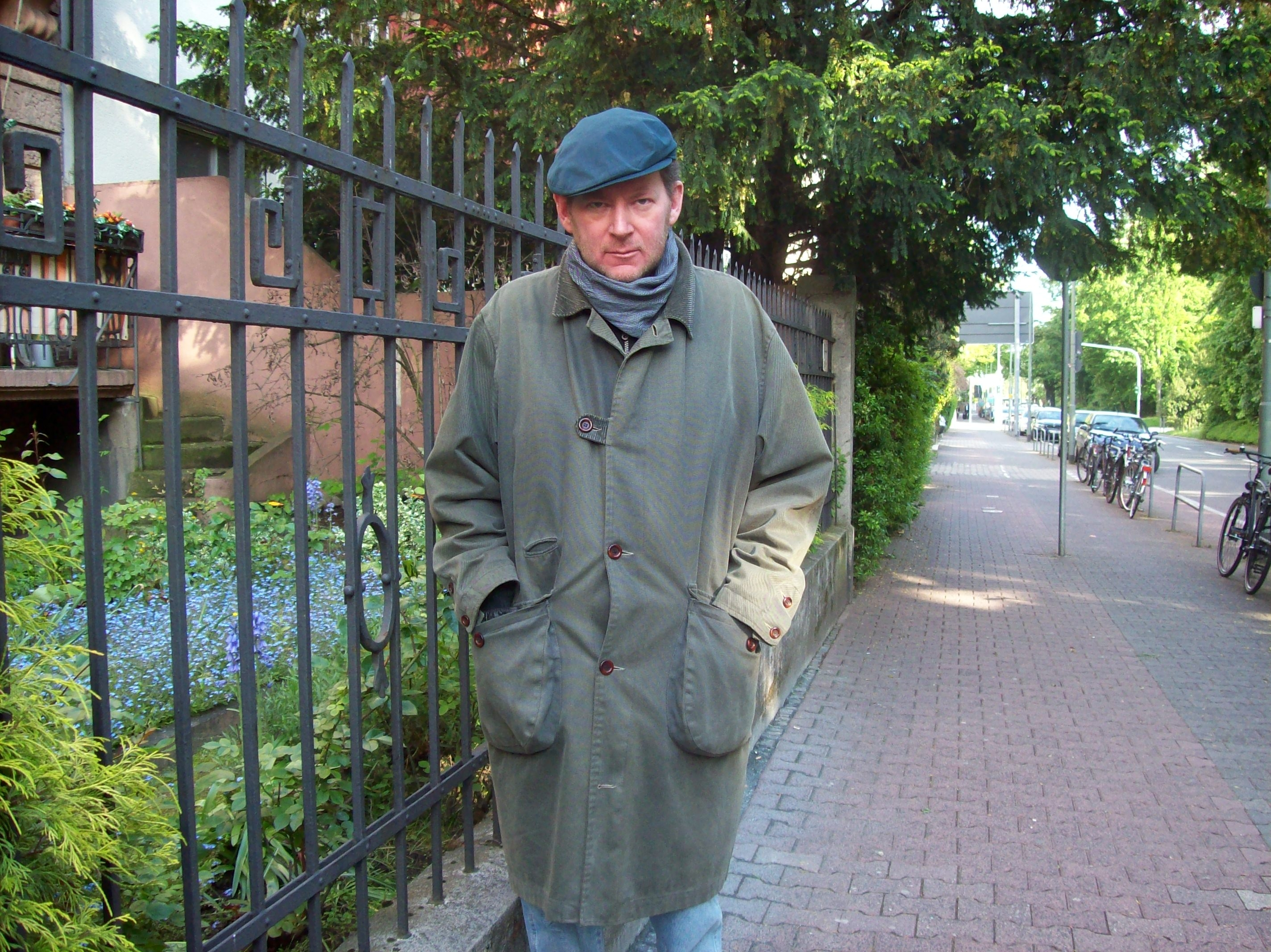
Oleg Alexandrowitsch Jurjew (1959–2018)

- Jurjew-Lunz, Roman Iossifowitsch (1902–1985), sowjetischer Theater- und Filmschauspieler sowie Estrada-Künstler
- Jurjewa, Isabella Danilowna (1899–2000), russische Schlagersängerin
- Jurjewa, Jekaterina Walerjewna (* 1983), russische Biathletin
- Jurjewskaja, Zinaida (1892–1925), russisch-estländische Sängerin (Sopran)
- Jürjo, Indrek (1956–2009), estnischer Historiker
- Jurjus, Hidde (* 1994), niederländischer Fußballtorhüter

### Jurk
- Jurk, Hans (1920–2002), deutscher Maler, Grafiker und Karikaturist
- Jurk, Thomas (* 1962), deutscher Politiker (SPD), MdB, MdLThomas Jurk (* 1962)

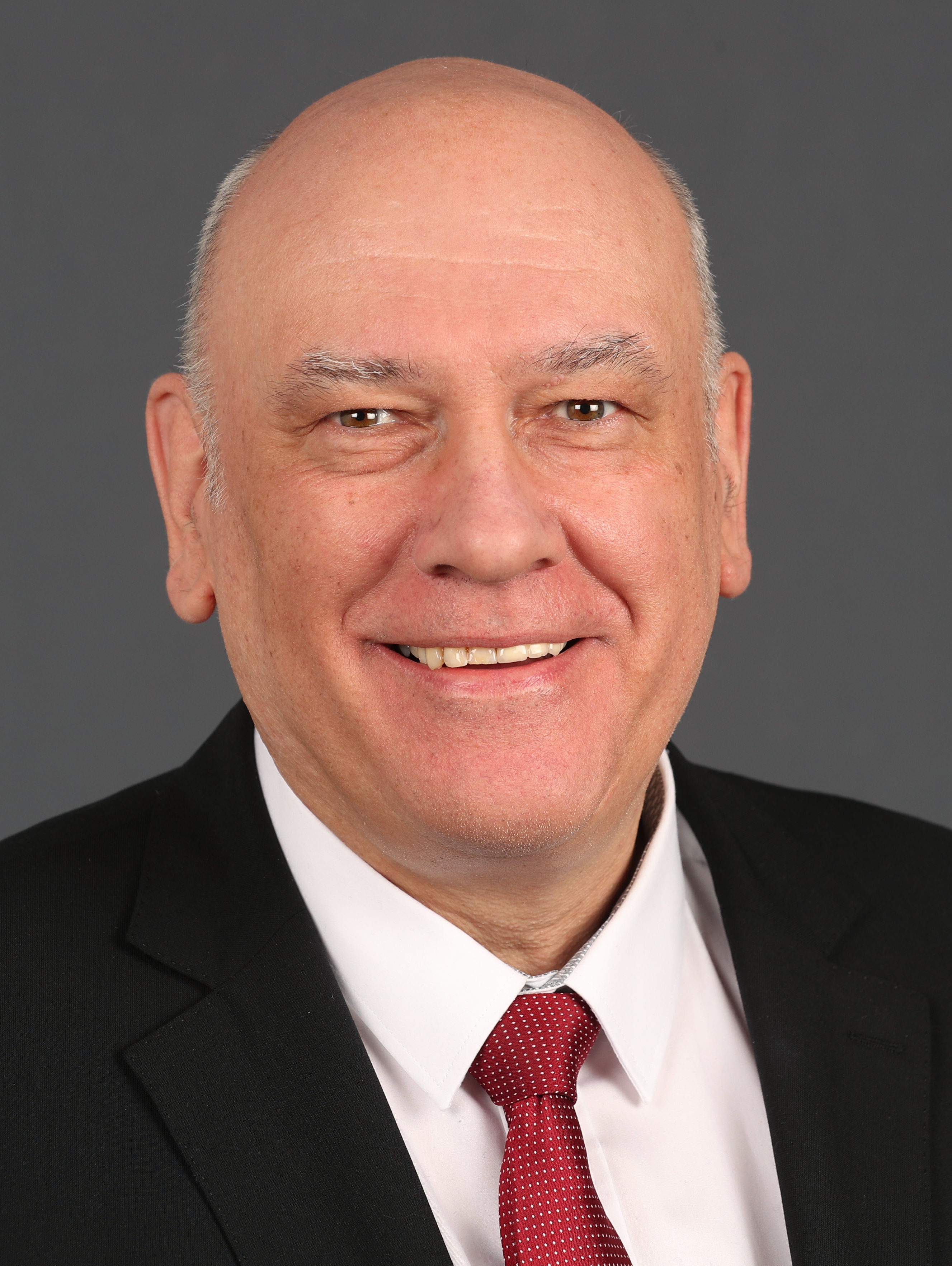
Thomas Jurk (* 1962)

- Jurk, Ulrike (* 1979), deutsche Volleyballspielerin
- Jurk, Walter (1904–1963), deutscher SS-Führer
- Jurka, Jakub (* 1999), tschechischer Degenfechter
- Jurka, Jan (* 1970), tschechischer Badmintonspieler
- Jurka, Raimundas (* 1978), litauischer Jurist
- Jurkanin, Josef (* 1949), tschechoslowakischer Fußballspieler
- Jurkāns, Jānis (* 1946), lettischer Politiker
- Jurkat, Heinz (1929–2011), deutscher Vorsitzender des Landesblinden- und Sehbehindertenverein Schleswig-Holstein (BSVSH)
- Jurkat, Wolfgang (1929–2017), deutscher Mathematiker und Hochschullehrer
- Jurkauskas, Algirdas (* 1937), litauischer Ingenieur
- Jurke, Alfred (1899–1942), deutscher Widerstandskämpfer gegen den Nationalsozialismus
- Jurkemik, Ladislav (* 1953), slowakischer Fußballspieler und -trainer
- Jurkevičius, Evaldas (* 1969), litauischer Politiker, Mitglied des Seimas (2008–2012)
- Jurkewitsch, Alexander Michailowitsch (1942–2011), sowjetischer Ringer
- Jurkewitsch, Darja (* 1988), belarussische Biathletin
- Jurkewitsch, Pamfil Danilowitsch (1826–1874), russischer Philosoph
- Jurkiewicz, Jérémy (* 1988), französischer Triathlet
- Jurkiewicz, Mariusz (* 1982), polnischer Handballspieler und -trainer
- Jurko, Peter (* 1967), tschechoslowakischer Skirennläufer
- Jurkonis, Ernestas (* 1969), litauischer Jurist, stellvertretender Justizminister
- Jurković, Darko (* 1965), kroatischer Jazzmusiker (Gitarre)
- Jurkovič, Dušan (1868–1947), slowakischer Architekt
- Jurkovič, Ivan (* 1952), slowenischer Geistlicher, Erzbischof und Diplomat des Heiligen Stuhls
- Jurkovics, Mathäus (* 1998), österreichischer Volleyballspieler
- Jurkovitz, Natan (* 1995), schweizerisch-französischer Basketballspieler
- Jurkovskis, Raivis (* 1996), lettischer Fußballspieler
- Jurkowska, Olena (* 1983), ukrainische Behindertensportlerin
- Jurkowski, Georg (1891–1982), deutscher Postschaffner und ein Opfer der NS-Kriegsjustiz
- Jurkowski, Susanne, deutsche Pädagogin
- Jurkschat, Klaus (* 1952), deutscher Chemiker
- Jurkun, Anna (* 1979), polnische Squashspielerin
- Jurkūnaitė, Gema (* 1945), litauische Politikerin, Mitglied des Seimas
- Jurkus, Jonas (* 1954), litauischer Politiker, Mitglied des Seimas
- Jurkutė-Širvaitė, Jurgita (* 1985), litauisches Fotomodell, Miss Litauen

### Jurl
- Jurlaro, Michelangelo (* 1950), italienischer Filmschaffender
- Jurlova, Darja (* 1992), estnische Biathletin
- Jurlow, Waleri Iwanowitsch (* 1933), russischer Künstler
- Jurlowa-Percht, Jekaterina Wiktorowna (* 1985), russische Biathletin

### Jurm
- Jurman, Janez, jugoslawischer Skispringer
- Jurman, Matthew (* 1989), australischer Fußballspieler
- Jurmann, Walter (1903–1971), österreichischer Komponist
- Jürme, Juhan (1896–1943), estnischer Komponist

### Jurn
- Jürna, Mihkel (1899–1972), estnischer Schriftsteller
- Jurna, Steponas Vytautas (* 1934), litauischer Politiker, Vizeminister

### Juro
- Juroszek, Kacper (* 2001), polnischer Skispringer
- Jurovský, Šimon (1912–1963), slowakischer Komponist
- Jurow, Martin (1911–2004), US-amerikanischer Filmproduzent
- Jurowski, Dmitri Michailowitsch (* 1979), russischer Dirigent
- Jurowski, Jakow Michailowitsch (1878–1938), sowjetischer Tschekist und Parteifunktionär, Leiter die Ermordung der ZarenfamilieJakow Michailowitsch Jurowski (1878–1938)

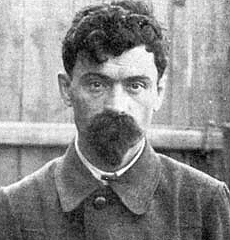
Jakow Michailowitsch Jurowski (1878–1938)

- Jurowski, Michail Wladimirowitsch (1945–2022), sowjetischer bzw. russischer Dirigent
- Jurowski, Wladimir Michailowitsch (1915–1972), ukrainisch-russischer Filmkomponist und Dirigent
- Jurowski, Wladimir Michailowitsch (* 1972), russischer Dirigent

### Jurr
- Jurreit, Marielouise (* 1941), deutsche Journalistin und Schriftstellerin
- Jürries, Wolfgang (* 1950), deutscher Historiker und Archivar, Sachbuchautor und Herausgeber zur Geschichte Nordostniedersachsens

### Jurs
- Jürs, Heinrich (1844–1919), deutscher Autor niederdeutscher Sprache
- Jürs, Heinrich (1897–1945), deutscher SS-Offizier, Generalleutnant der Polizei
- Jürs, Jürgen (1881–1945), deutscher Kapitän und Kap Hoornier
- Jürs, Vera (1944–2019), deutsche Politikerin (CDU), MdHB
- Jursa, František (1933–2022), tschechoslowakischer Radrennfahrer
- Jursa, Michael (* 1966), österreichischer Altorientalist
- Jursch, Hanna (1902–1972), deutsche evangelische Theologin
- Jursch, Hanna, deutsche Jazzsängerin
- Jursch, Uwe (* 1963), deutscher Fußballspieler
- Jurschick, Karin (* 1959), deutsche Filmregisseurin
- Jürschik, Rudolf (* 1935), deutscher ehemaliger Filmproduzent und Chefdramaturg des DEFA-Spielfilmstudios in der DDR
- Juršėnas, Česlovas (* 1938), litauischer Politiker
- Jursinow, Wladimir Wladimirowitsch (* 1940), russischer Eishockeyspieler
- Jursitzka, Angela (* 1938), österreichische Journalistin und Schriftstellerin
- Jursitzky, Bruno (1898–1944), österreichischer Spinnereiarbeiter und Widerstandskämpfer gegen den Nationalsozialismus
- Jursitzky, Moritz (1861–1936), österreichischer Schriftsteller
- Jursitzky, Wilhelm (1896–1944), österreichischer Spinnereiarbeiter und Widerstandskämpfer gegen den Nationalsozialismus
- Jurski, Sergei Jurjewitsch (1935–2019), sowjetischer bzw. russischer Schauspieler und Regisseur
- Jursone, Inese (* 1981), lettische Volleyball- und Beachvolleyballspielerin
- Jürß, Fritz (* 1932), deutscher Altphilologe
- Jürß, Jana (* 1970), deutsche Schriftstellerin
- Jürß, Ulla (* 1923), deutsche SS-Aufseherin im KZ Ravensbrück
- Jursza, Czesław (* 1952), polnischer Leichtathlet
- Jurszo, Ralf (* 1950), deutscher Maler und Künstler

### Jurt
- Jurt, Joseph (* 1940), Schweizer Romanist
- Jurtaikin, Danil Witaljewitsch (* 1997), russischer Eishockeyspieler
- Jurtajew, Leonid (1959–2011), kirgisischer Schachspieler
- Jurtin, Gernot (1955–2006), österreichischer Fußballspieler
- Jurtschenko, Aelita (* 1965), ukrainische Sprinterin
- Jurtschenko, Denys (* 1978), ukrainischer Stabhochspringer
- Jurtschenko, Tatjana (* 1993), kasachische Leichtathletin
- Jurtschenko, Wassyl (* 1950), sowjetischer Kanute
- Jurtschenko, Wladlen (* 1994), ukrainischer Fußballspieler
- Jurtschichin, Fjodor Nikolajewitsch (* 1959), russischer Kosmonaut
- Jurtschitsch, Erwin (* 1954), deutscher Journalist und Unternehmer
- Jurtschitsch, Helfried (* 1971), österreichischer Ruderer
- Jurtschuk, Natalija (* 1996), ukrainische Leichtathletin

### Juru
- Jurukow, Nikola (1877–1923), bulgarisch Architekt
- Jurukow, Plamen (* 1964), bulgarischer Politiker und Parteivorsitzender der Union der Demokratischen Kräfte (SDS)

### Jurv
- Jurvetson, Steve (* 1967), US-amerikanischer Unternehmer und Wagniskapitalgeber, Mitgründer von Draper Fisher Jurvetson

### Jury
- Jury, Al, US-amerikanischer Schiedsrichter im American Football
- Jury, Hugo (1887–1945), österreichischer Arzt und Politiker (NSDAP), Mitglied des ReichstagsHugo Jury (1887–1945)

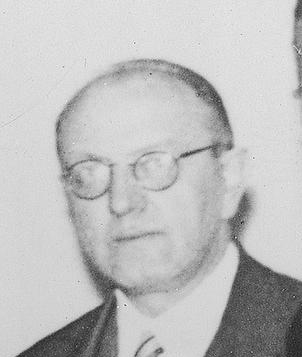
Hugo Jury (1887–1945)

- Jury, Josef (* 1962), österreichischer Politiker (FPÖ, BZÖ, FPK), Abgeordneter zum Nationalrat
- Jury, Tatjana (* 1963), deutsche Moderatorin
- Jury, Wilhelm (1764–1829), deutscher Kupferstecher und Professor
- Jurynok, Andrej (* 1996), belarussischer Handballspieler

### Jurz
- Jurzykowski, Alfred (1899–1966), polnischer Manager und Kunstförderer